# Унімай
Унімай - острівець атолу Нуї в штаті Тувалу в Тихому океані.

## Зовнішні посилання
- Карта Нуї із зображенням Унімай

7°13′45″ пд. ш. 177°9′46″ сх. д. / 7.22917° пд. ш. 177.16278° сх. д.